# Olimpiada Ivanova
Pour les articles homonymes, voir Ivanova.
Olimpiada Ivanova, née le 21 août 1970, est une athlète russe, spécialiste de la marche.
Dans le championnat du monde de 1997, elle est arrivée deuxième, mais depuis elle a été disqualifiée pour dopage.

## Palmarès
- Jeux olympiques
  -  Médaille d'argent sur 20 km marche aux Jeux olympiques d'été de 2004 à Athènes
- Championnats du monde d'athlétisme
  -  Médaille d'or sur 20 km marche aux Championnats du monde d'athlétisme 2001 à Edmonton
  -  Médaille d'or sur 20 km marche aux Championnats du monde d'athlétisme 2005 à Helsinki
- Championnats d'Europe d'athlétisme
  -  Médaille d'or sur 20 km marche aux Championnats d'Europe d'athlétisme 2002 à Munich